# Lipowo (sielsowiet Horodec)
Lipowo (biał. Ліпава; ros. Липово) – wieś na Białorusi, w obwodzie brzeskim, w rejonie kobryńskim, w sielsowiecie Horodec.
Dawniej wieś, majątek ziemski i uroczysko. W dwudziestoleciu międzywojennym leżały w Polsce, w województwie poleskim, w powiecie kobryńskim.
W miejscowości znajduje się przystanek kolejowy Lipowo na linii Homel – Łuniniec – Żabinka.